# La Gatera de la Villa
La Gatera de la Villa es una revista digital de carácter cultural que se publica desde el año 2009 y tiene una periodicidad trimestral. Su temática es de difusión de la historia y patrimonio cultural de la ciudad de Madrid, tanto con artículos científicos (como los del arqueólogo Jorge Morín de Pablos), como divulgativos (por ejemplo, los de escritores comoMaría Isabel Gea).
La distribución de la revista es gratuita y se realiza en formato de documento PDF descargable de un sitio web en la que se hallan integrados otros proyectos de los mismos autores, como un blog complementario de la revista, la galería de imágenes Fotomadrid, donde participan varios fotógrafos, o acceso a varios libros publicados por La Gatera, con trabajos de mayor extensión que los de las revistas trimestrales.

## Creación de la revista
La Gatera de la Villa nació en noviembre de 2009 cuando un grupo de seis amigos amantes de Madrid iniciaron el proyecto de crear una revista digital con la pretensión de divulgar algunos de los múltiples y variopintos aspectos que ofrece la ciudad y su comunidad.
Entre los integrantes de la Gatera se encuentran socios y cofundadores de asociaciones culturales como «Amigos del Foro Cultural de Madrid» o la «Asociación Cultural Barrio La Fuentecilla», autores de libros especializados en temática madrileña de diversa índole o creadores de páginas web conocidas como Fotomadrid. También han aparecido en medios públicos de comunicación como radio y televisión, y han colaborado en otras revistas orientadas a la difusión de la historia y el patrimonio de Madrid.
Otro aspecto es el toque humorístico que siempre está presente en La Gatera, como se refleja en el nombre que han dado a las diferentes secciones que componen la revista, algunos de sus artículos, las inocentadas que con motivo del día de los Santos Inocentes publican o la colaboración de Gato Vargas, un personaje que con su peculiar habla del siglo XVII descubre la historia de Madrid contestando las dudas que le plantean los lectores.

## Proyecto colaborativo y abierto
Desde su nacimiento, se trató de un proyecto colaborativo y abierto donde cualquiera puede participar. Utilizan software libre para la maquetación de la revista, y el PDF se maqueta con Scribus.